# كليان (ميانة)
كليان هي قرية في مقاطعة ميانة، إيران. يقدر عدد سكانها بـ 191 نسمة بحسب إحصاء 2016.